# Carphophis amoenus
Espèce
Synonymes
- Coluber amoenus Say, 1825
- Celuta helenae Kennicott, 1859

Statut de conservation UICN

 LC  : Préoccupation mineure
Carphophis amoenus est une espèce de serpents de la famille des Dipsadidae.

## Répartition
Cette espèce est endémique des États-Unis. Elle se rencontre au Connecticut, dans l'État de New York, en Pennsylvanie, au New Jersey, au Maryland, au Delaware, en Ohio, en Indiana, en Illinois, en Virginie-Occidentale, en Virginie, au Kentucky, au Tennessee, en Caroline du Nord, en Caroline du Sud, en Géorgie, en Alabama, au Mississippi, en Louisiane et au Missouri. Sa présence est incertaine en Arkansas.

## Description

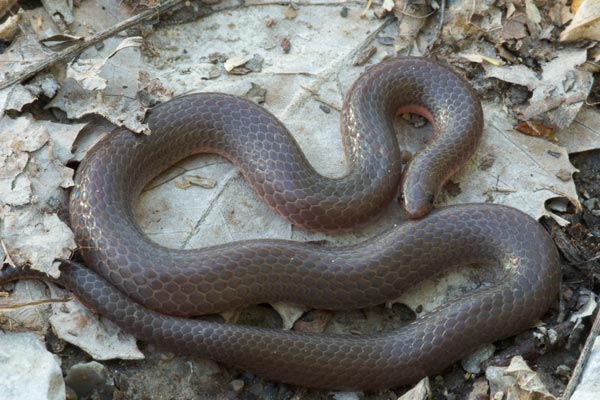
Carphophis amoenus helenae

C'est un serpent ovipare.

## Liste des sous-espèces
Selon The Reptile Database (28 août 2013) :
- Carphophis amoenus amoenus (Say, 1825)
- Carphophis amoenus helenae (Kennicott, 1859)

## Étymologie
La sous-espèce Carphophis amoenus helenae est nommée en l'honneur d'Helen Teunison.

## Publications originales
- Say, 1825 "1824" : Description of three new species of Coluber, inhabiting the United States. Journal of the Academy of Natural Sciences of Philadelphia, vol. 4, no 2, p. 237-242 (texte intégral).
- Kennicott, 1859 : Notes on coluber calligaster of Say, and a description of a new species of Serpents in the collection of the north Western University of Evanston, ill.. Proceedings of the Academy of Natural Sciences of Philadelphia, vol. 11, p. 98-100 (texte intégral).